# Festa (canção de David Carreira)
"Festa" é uma canção do cantor português David Carreira, lançado em 10 de julho de 2020 pela Sony Music. Conta com participação do cantor brasileiro Kevinho.

## Antecedentes
David Carreira escreveu a música em quarentena. no intuito de fazê-la se tornar mais alegre e festiva. Em 2 de julho, Carreira divulgou oficialmente a capa e a data de lançamento.

## Vídeo musical
O vídeo musical foi produzido pelo próprio David Carreira e conta com a narrativa de uma criança que sonha em ser seu ídolo por um dia, o qual ao acordar torna-se realidade.

## Créditos
Créditos adaptados do Tidal.
- David Carreira – Artista principal, vocais, composição e letra
- Kevinho – Artista convidado e vocais
- Regi - Brainstorm – Produção e produção executiva
- Dany Synthé – Composição
- Deejay Telio – Composição e letra
- Nuno Ribeiro – Composição e letra
- Dave Kutch – Engenheiro de masterização
- Pedro Villas – Engenheiro de mixagem

## Desempenho nas tabelas musicais
| País — Tabela musical (2020) | Melhor posição |
| ---------------------------- | -------------- |
| Portugal (AFP)               | 10             |

## Vendas e certificações
| Região                                                        | Certificação | Vendas  |
| ------------------------------------------------------------- | ------------ | ------- |
| Portugal (AFP)                                                | Ouro         | 10.000‡ |
| ‡vendas+valores de streaming baseados somente na certificação |              |         |